# Lascados
Lascados (Uma Garota, uma Kombi e Três Amigos) é um filme brasileiro de 2014, do gênero comédia em mistura com gêneros como fábula, aventura, romance, musical, tudo num road movie pelos anos 90.  Dirigido por Vitor Mafra e produzido por Marcelo Braga da Santa Rita Filmes. Com argumento de Manoel Batista e roteiro de Emilio Boechat e Marilia de Toledo. A comédia fala sobre três amigos paulistanos que estão em busca do agitado carnaval baiano, que no caminho conhecem Cenilde uma garota manipuladora que fará de tudo para sair das garras do pai, juntos,  eles irão viver várias situações engraçadas e vão se aventurar numa incrível viagem, usando uma Kombi dos anos 70 como parceira inseparável neste road movie.

## Sinopse
Lascados é uma comédia sobre amizade, família e amadurecimento. De maneira leve e bem humorada, mostra o rito de passagem de três jovens de personalidades muito distintas: Felipe, 19 anos; Burunga, 18 e Deco, 18. Os três partem da Zona Leste de São Paulo, onde moram, para uma viagem rumo a um idealizado carnaval de Salvador, em 1994. Durante a viagem, eles se metem em inúmeras confusões hilariantes e enfrentam problemas que irão testar os laços de amizade entre os três jovens, além de mostrar um carnaval bem diferente, apresentando um pedaço do Brasil que não estamos acostumados a ver nas telas: o interior do Espírito Santo.
O principal elemento desagregador da história será Cenilde, 18 anos, uma jovem bonita e muito manipuladora, que pegará carona com Felipe, Deco e Burunga por boa parte de viagem. Cenilde vai seduzir os rapazes e ajudar a colocar ainda mais lenha na fogueira da relação conflituosa entre Felipe e Deco. Mas cada um dos nossos heróis terá a sua própria jornada pessoal nesse filme.

## Elenco
- Paloma Bernardi como Cenilde[1][2][2][3][4][5]

- Chay Suede como Felipe[6][7]
- Paulo Vilela como Deco[8]
- José Trassi como Burunga[9]
- Nando Cunha como Caipira Cego[10][11]
- Guilherme Fontes como Jeová
- João Côrtes como Dênis
- Veridiana Toledo como  Delegada
- Manoel Batista como Sabonete
- Ivo Müller, como o pastor evangélico
- Pedro Guilherme como Warleyson
- Solange Frazão como Aurora
- Carlos Meceni como Presidente do Clube
- Hugo Possolo - policial
- Raul Barretto - policial
- Clara Garcia - mãe de Deco
- Theo Werneck - pai de Deco
- Dafne Michelleppis - mãe de Felipe

## Produção

### Desenvolvimento
Final de 2012, Manoel Batista com um argumento de longa-metragem na mão, procurou pelo produtor Marcelo Braga, proprietário da Santa Rita Filmes. Três meses mais tarde, o texto passa por dez tratamentos e o projeto entra em pré-produção. Assim começou a história de Lascados, road movie em formato de comédia adolescente rodado entre junho e julho de 2013 sem participar de editais e tampouco receber financiamento de leis de incentivo  até seu lançamento no circuito de cinema. O filme contou com apoios cotizados entre produtores associados e parceiros para distribuição.
Com larga experiência em TV e publicidade, Braga decidiu se arriscar na ideia do jovem autor Manoel Batista e deu andamento para a criação do roteiro final, assinado por Emílio Boechat e Marília Toledo, com colaboração de Vitor Mafra.
A santa Rita Filmes, produtora do longa metragem também atua nas áreas de tv e branded entertainment .

## Gravações
As gravações do filme aconteceram entre os dias 16 de junho e 15 de julho de 2013. Na primeira semana ocorreram gravações na cidade de São Paulo e depois a produção seguiu para as cidades de São Mateus e Conceição da Barra, no norte do estado do Espírito Santo. As últimas sequências, aconteceram no antigo porto de São Mateus, ponto de referência no período colonial do País, habitado pela primeira vez em 1544. Sem restauro recente, as casas centenárias foram pintadas pela produção do filme. Algumas cenas diurnas e noturnas foram realizadas no Bosque de Guriri e outras em estradas da região.

### Escolha do elenco
O filme começou divulgando Mariana Rios como a protagonista mas no dia 6 de junho de 2013, Paloma Bernardi assumiu o papel de Cenilde. Após testes com vários atores, José Trassi e Paulo Vilela foram aprovados para os papéis de Burunga e Deco, respectivamente, Chay Suede, como Felipe, Nando Cunha como o ceguinho e Guilherme Fontes como o borracheiro pai de Cenilde, Raul Barreto e Hugo Possolo para o papel dos policiais e Veridiana Toledo para a delegada foram convidados diretamente pela produção do filme.